# St. Blasien
St. Blasien, Sankt Blasien – miasto w Niemczech, w kraju związkowym Badenia-Wirtembergia, w rejencji Fryburg, w regionie Hochrhein-Bodensee, w powiecie Waldshut, siedziba związku gmin St. Blasien. Leży w Schwarzwaldzie, ok. 18 km na północny zachód od Waldshut-Tiengen.
W St. Blasien znajduje się klasztor wraz z klasycystyczną katedrą, w której organizowane są międzynarodowe koncerty.

## Współpraca

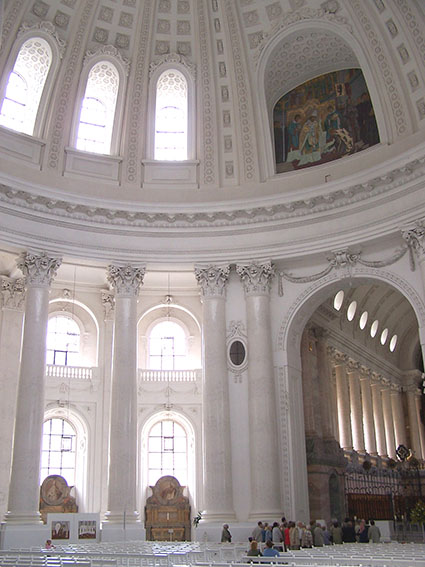
Wnętrze katedry

Miejscowości partnerskie:
- Klingnau, Szwajcaria
- Saint-Blaise, Szwajcaria
- Sankt Paul im Lavanttal, Austria